# 桂干生
桂干生（1911年—1945年7月9日），原名桂本宏，河南省罗山县桂店村人。中国工农红军和八路军高级将领。

## 生平

### 早年经历
17岁参加农民运动，任赤卫队中队长。1929年9月加入中国共产党，并参加中国工农红军。第一次国共内战时期，先后任红四方面军二十五军七十三师二一七团二营政委，参加鄂豫皖苏区历次反围剿战争。1933年，随红四方面军主力进入川陕苏区，升任红三十一军九十二师二七四团政委，后升任九十一师政治委员，参与长征。1937年2月，进入抗日军政大学学习。

### 抗日战争时期
1937年9月，桂干生担任八路军129师高级参谋，参加抗日战争。12月，带领师教导团30名干部到冀西地区组建抗日武装，建立八路军129师游击支队，任支队长。1938年5月，桂干生兼任晋冀豫军区第二军分区司令员。1940年5月，桂干生任新九旅旅长兼冀南军区第五军分区司令员，率部参加百团大战。以后，桂干生调任冀南一分区司令员，组织反扫荡战争。1944年，因病到延安休养。

### 阵亡
1945年7月，桂干生随八路军南下第三支队南下，7月8日在山西祁县与平遥之间通过同蒲铁路日军封锁线时身负重伤，次日凌晨逝世。刘伯承、邓小平对其阵亡痛惜不已，称桂干生是“战功卓著的一员骁将”。桂干生烈士的遗骨被安葬于河北省邯郸市的晋冀鲁豫烈士陵园之中。